# 遠江

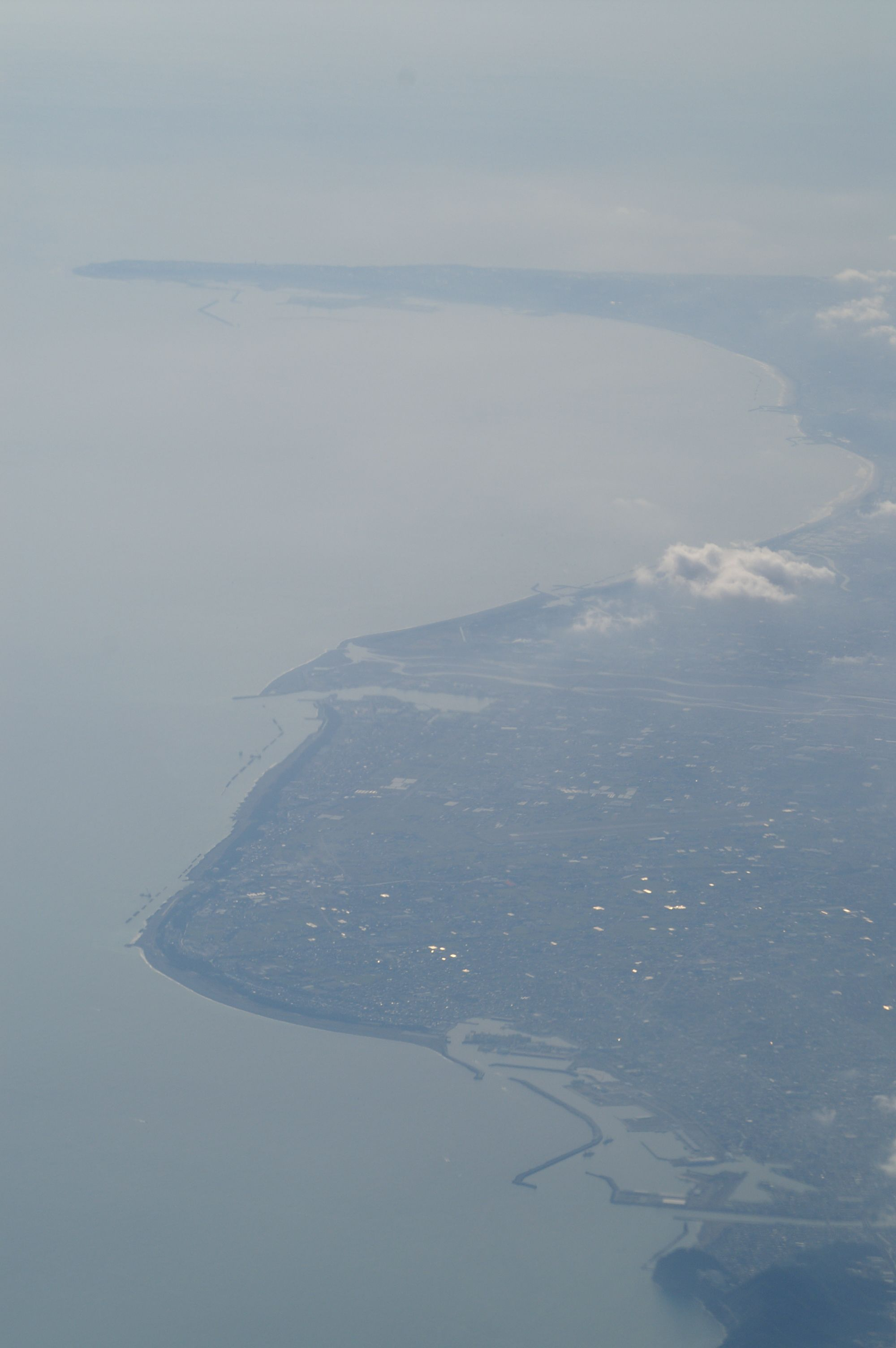
駿河地方の焼津上空から御前崎方面を望む。画面中央が大井川河口で、上半分が遠江。

遠江（とおとうみ）は、かつての令制国の遠江国およびその後の浜松県、そしてその領域にほぼ相当する現在の静岡県西部地方を指す時の呼称。遠州（えんしゅう）とも呼ばれる。この記事では現在の静岡県遠州地方について述べる。令制国時代の遠江地方に関しては遠江国の記事を参照。

## 現代の遠江地方

### 特徴
太平洋（遠州灘）に面し、俗に遠州地方と呼ばれる事も多い。糸魚川静岡構造線よりも西側。
- 静岡県西部（遠州）地方（牧之原台地・御前崎以西）
- 大井川（現代の流路）以西
- 旧遠江国全域（栃山川以西）

のいずれかを指す。

### 自治体

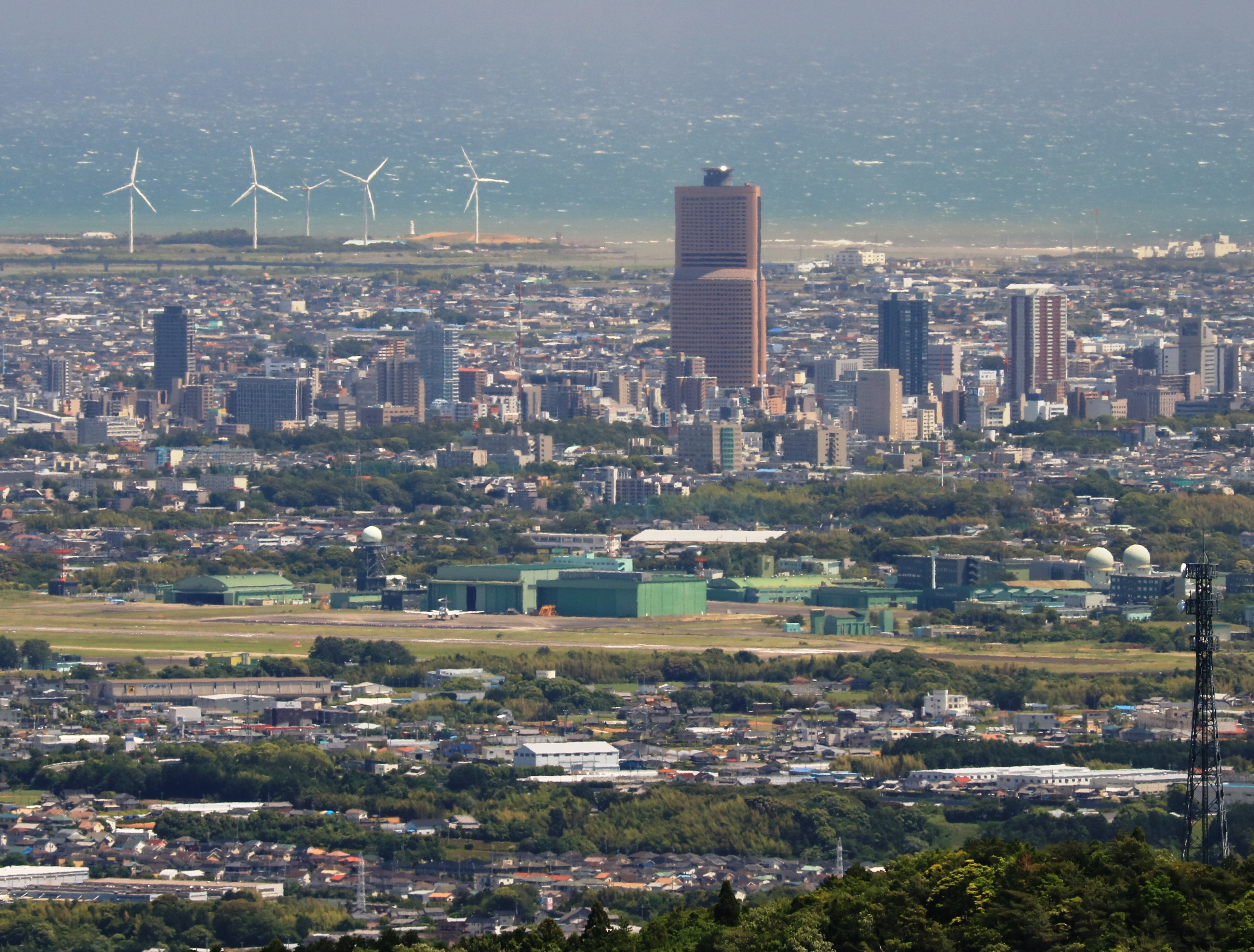
浜松市（政令指定都市）
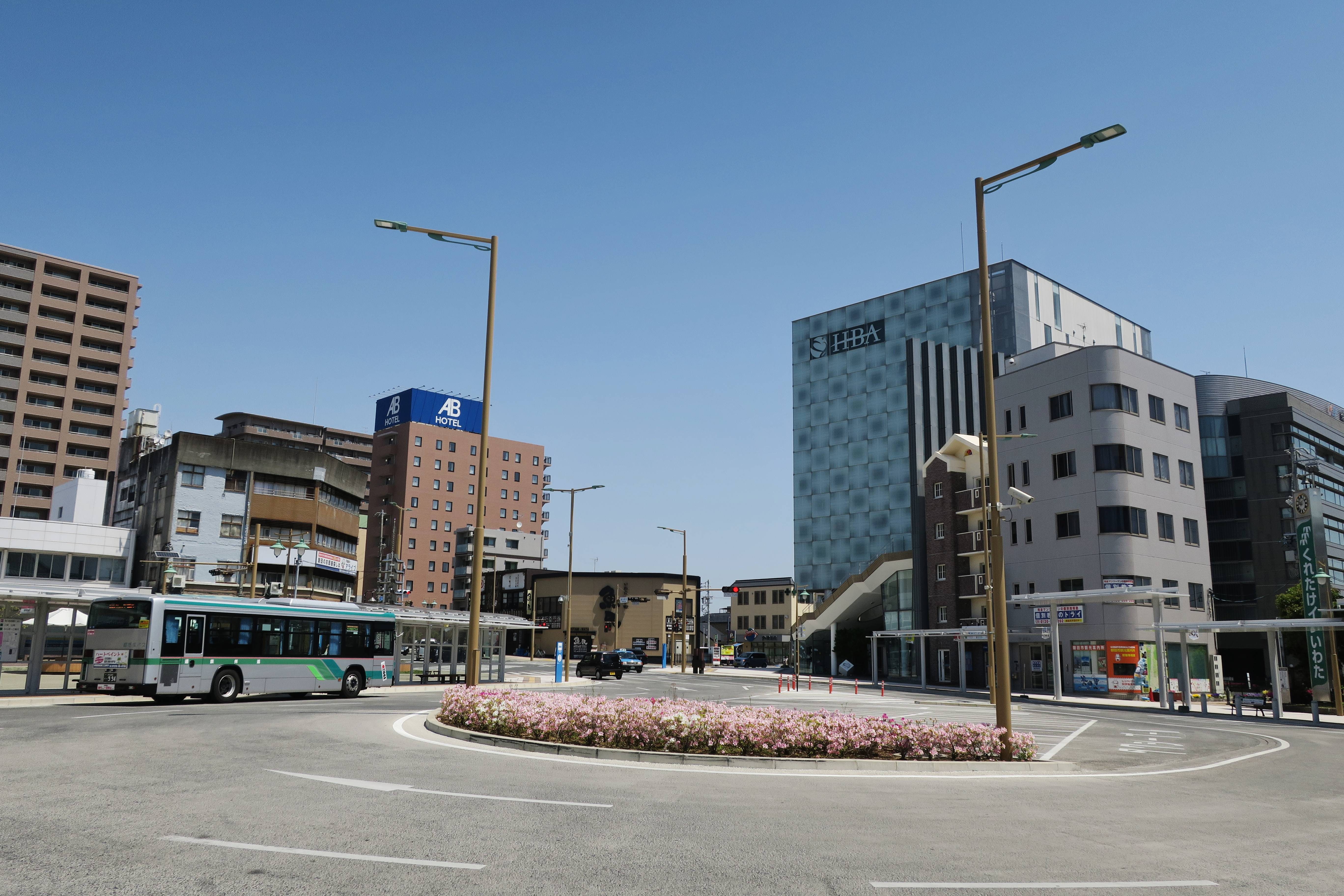
磐田市
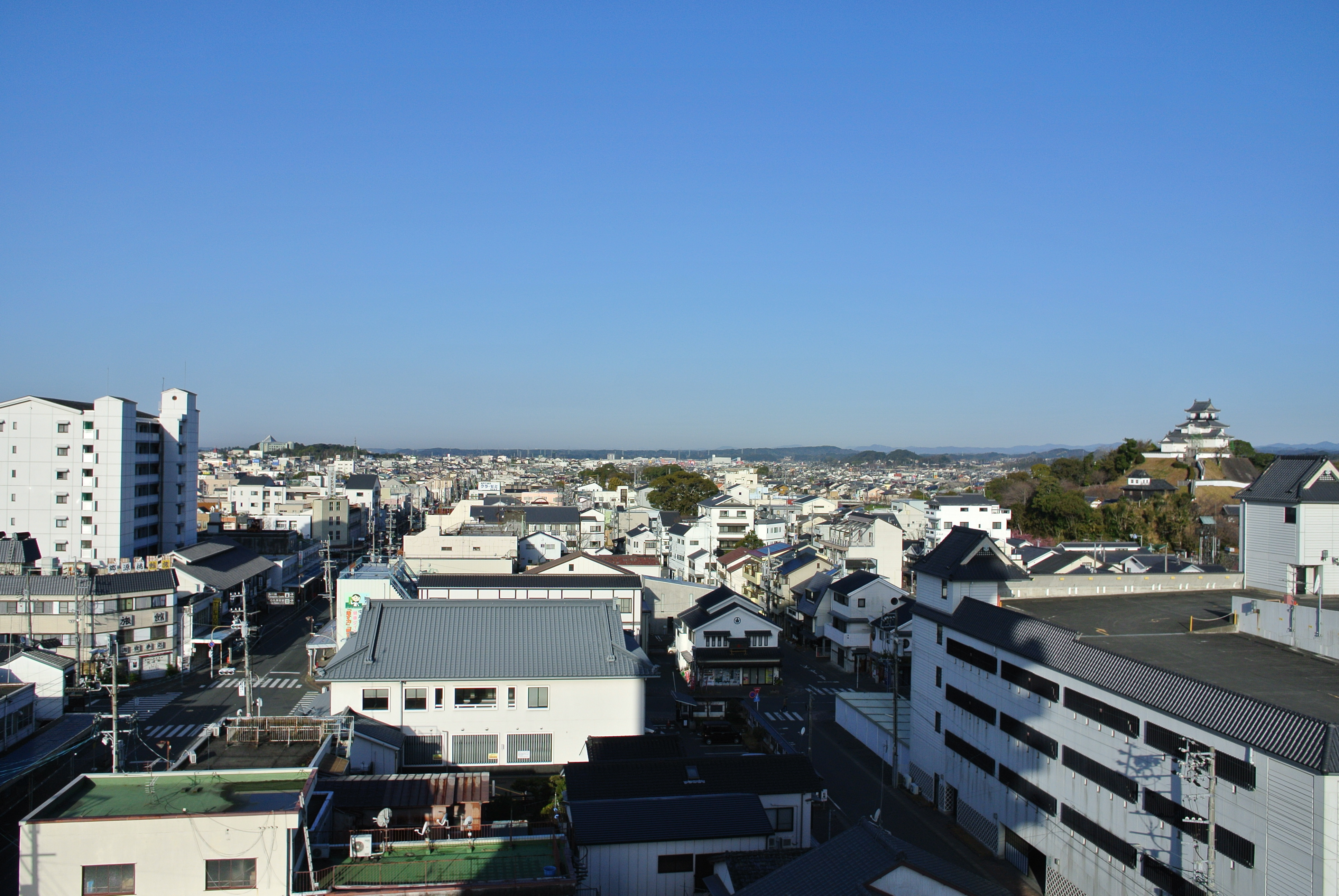
掛川市
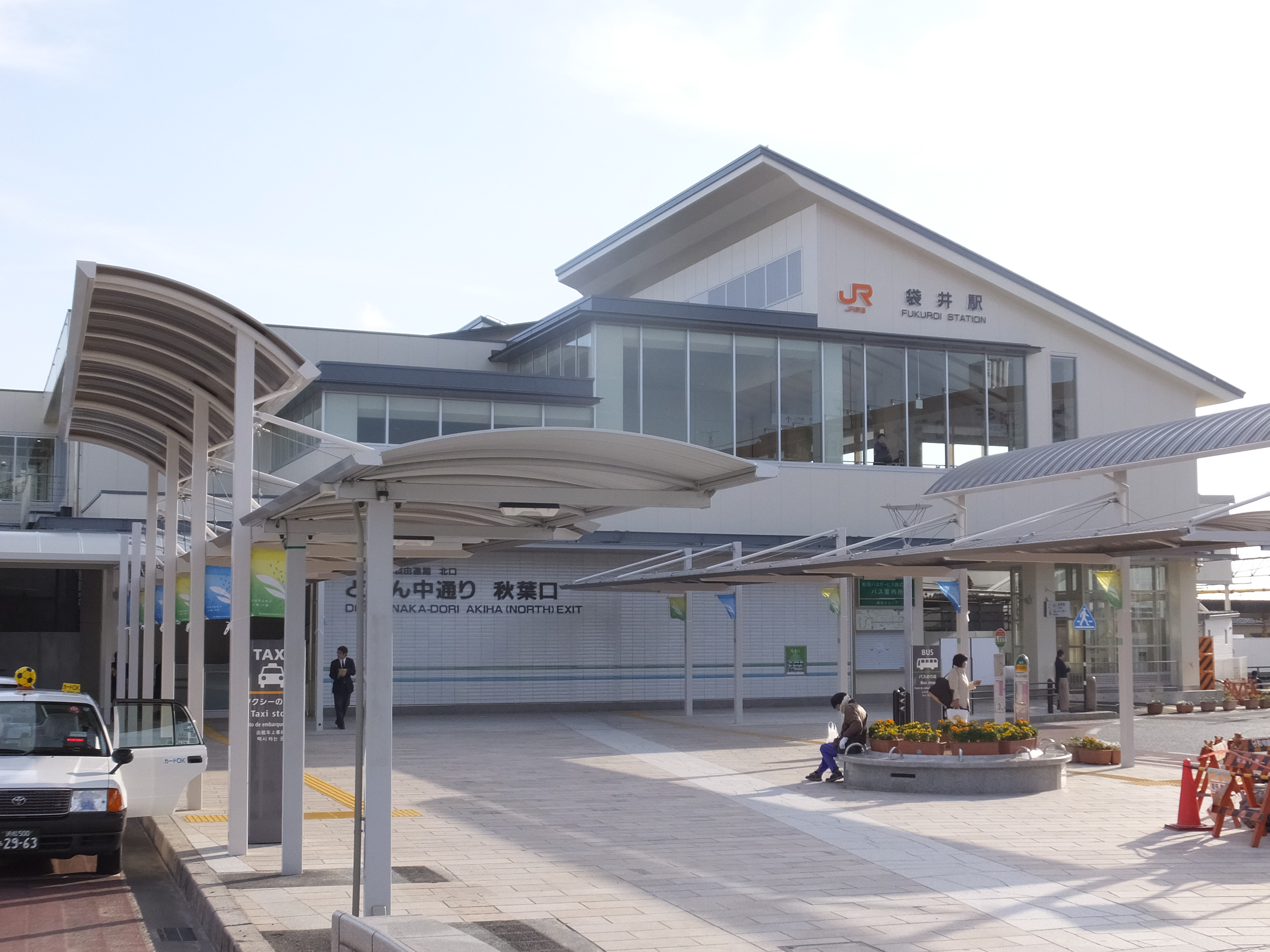
袋井市

| 自治体               | 県の地方区分     | 地域      | 方言区画 | 総合庁舎 | 都市雇用圏 | 大都市圏           | 広域圏/広域都市圏 | 広域圏/広域都市圏            | 備考                                         |
| -------------------- | ---------------- | --------- | -------- | -------- | ---------- | ------------------ | ----------------- | ---------------------------- | -------------------------------------------- |
| 浜松市天竜区         | 西部（遠州）地方 | 北遠      | 西部方言 | 北遠     | 浜松       | 静岡・浜松大都市圏 | 三遠南信          | －                           | 政令指定都市                                 |
| 浜松市中央区・浜名区 | 西部（遠州）地方 | 西遠      | 西部方言 | 浜松     | 浜松       | 静岡・浜松大都市圏 | 三遠南信          | －                           | 政令指定都市                                 |
| 湖西市               | 西部（遠州）地方 | 西遠      | 西部方言 | 浜松     | 浜松       | 静岡・浜松大都市圏 | 三遠南信          | －                           |                                              |
| 磐田市               | 西部（遠州）地方 | 中遠      | 西部方言 | 中遠     | 浜松       | 静岡・浜松大都市圏 | 三遠南信          | －                           |                                              |
| 袋井市               | 西部（遠州）地方 | 中遠      | 西部方言 | 中遠     | 浜松       | 静岡・浜松大都市圏 | 三遠南信          | －                           |                                              |
| 周智郡森町           | 西部（遠州）地方 | 中遠      | 西部方言 | 中遠     | 浜松       | 静岡・浜松大都市圏 | 三遠南信          | －                           |                                              |
| 掛川市               | 西部（遠州）地方 | 東遠/南遠 | 中部方言 | 中遠     | 掛川       | 静岡・浜松大都市圏 | 三遠南信          | －                           |                                              |
| 菊川市               | 西部（遠州）地方 | 東遠/南遠 | 中部方言 | 中遠     | 掛川       | 静岡・浜松大都市圏 | 三遠南信          | －                           |                                              |
| 御前崎市             | 西部（遠州）地方 | 東遠/南遠 | 中部方言 | 中遠     | 掛川       | －                 | 三遠南信          | －                           | 合併以前は旧御前崎町エリアは中部地方であった |
| 牧之原市             | 中部地方         | 志太榛原  | 中部方言 | 藤枝     | －         | 静岡・浜松大都市圏 | 三遠南信          | しずおか 中部連携 中枢都市圏 | 大井川以西                                   |
| 榛原郡吉田町         | 中部地方         | 志太榛原  | 中部方言 | 藤枝     | －         | 静岡・浜松大都市圏 | －                | しずおか 中部連携 中枢都市圏 | 大井川以西                                   |
| 榛原郡川根本町の一部 | 中部地方         | 志太榛原  | 中部方言 | 藤枝     | －         | －                 | －                | しずおか 中部連携 中枢都市圏 | 大井川以西のエリア                           |
| 島田市の一部         | 中部地方         | 志太榛原  | 中部方言 | 藤枝     | 島田       | 静岡・浜松大都市圏 | －                | しずおか 中部連携 中枢都市圏 | 大井川以西又は栃山川以西のエリア             |
| 焼津市の一部         | 中部地方         | 志太榛原  | 中部方言 | 藤枝     | 静岡       | 静岡・浜松大都市圏 | －                | しずおか 中部連携 中枢都市圏 | 栃山川以西のエリア                           |
| 藤枝市の一部         | 中部地方         | 志太榛原  | 中部方言 | 藤枝     | 静岡       | 静岡・浜松大都市圏 | －                | しずおか 中部連携 中枢都市圏 | 栃山川以西のエリア                           |

- 浜松市（政令指定都市）
- 磐田市
- 掛川市
- 袋井市

### 自然
天竜川に沿って中央構造線が走っており、中央構造線の沿線に山々が
列んでいる。気候では、からっ風が吹く地方としても知られる。
- 山：秋葉山、春野山、小笠山
- 川：天竜川、菊川、大井川
- 湖：浜名湖、佐鳴湖、猪鼻湖
- 海浜：遠州灘
- ダム：佐久間ダム、秋葉ダム
- 台地：牧之原、三方原、磐田原

### 産業

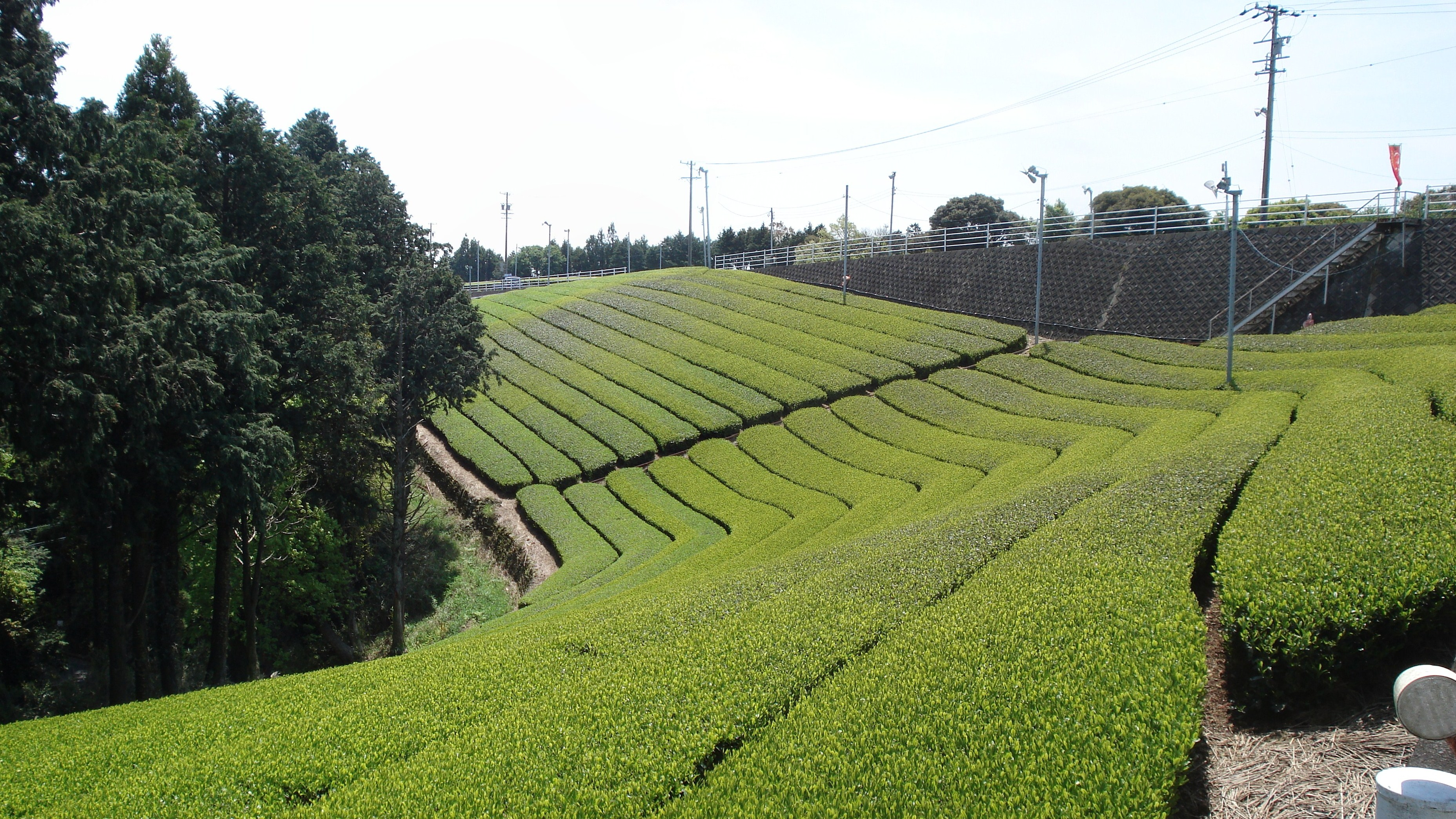
牧之原の茶畑

農業（代表的農産物）
- メロン（遠州灘沿岸一帯）
- 緑茶（牧之原市、掛川市、菊川市など）
- 蜜柑（牧之原市、浜松市浜名区三ヶ日など）

工業
浜松市は、楽器やバイクの生産で有名である。ただし、ヤマハ発動機は、当初は旧浜北市（現在の浜松市浜名区）に本社を置いていたが、後に磐田市に本社を移転した。
繊維
- 遠州木綿

### 祭事

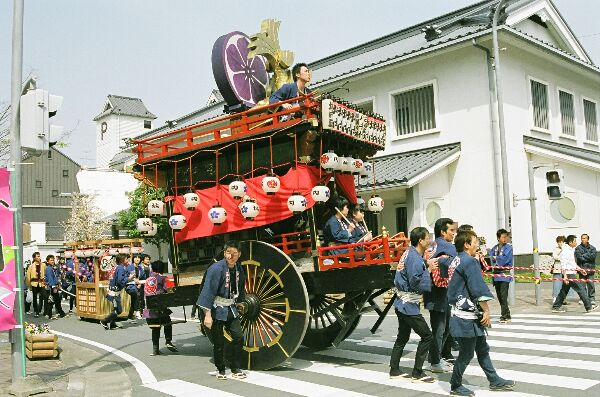
掛川で使用される二輪屋台

- 遠州では、山車のことを屋台と呼ぶ（掛川市横須賀地区では祢里と呼ぶ）。屋台には花屋台と御殿屋台があるが、御殿屋台の方が遠州全域に広まっており、花屋台は少数派である。
  - なお、浜松市以西の西遠・北遠地区は四輪の御殿屋台が中心だが、磐田市以東の中遠・東遠・南遠地区では二輪の御殿屋台が中心である。
- 屋台の文化が発展している反面、神輿の文化は殆どなく、屋台引き回しと平行で小規模に行うところ、神輿自体出さない（或いは無い）ところが殆どである。
- 遠州には、初子祝いで初凧を揚げる文化があるが、浜松市を除き衰退してしまっている。浜松市の浜松まつりは現在でも初凧の文化を継承している。
- 西遠地区を中心に練りという文化があるが、それは浜松まつりの影響を受けている。詳細は、浜松まつり#練りを参照。
- 浜松市内各所では祭事の際にラッパ隊という老若男女がラッパを演奏する。こちらも浜松まつりの影響を受けている。詳細は、ラッパを参照。
- 西遠地区の一部（主に浜名湖岸）では手筒花火の文化が存在する。
- 花火の一環として地割れ花火の文化も遠州各地に点在する。

### 現在の交通網

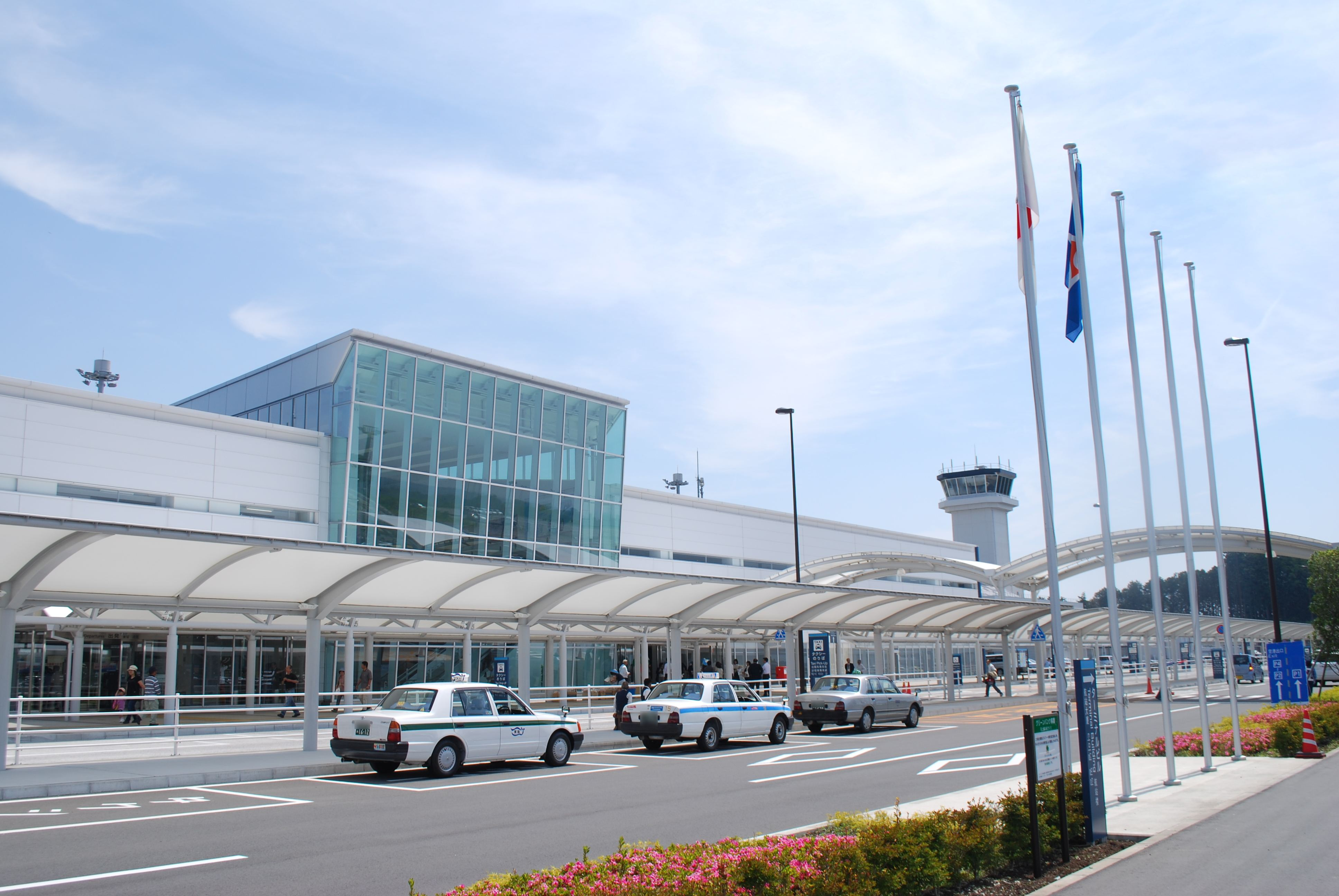
静岡空港（牧之原市）

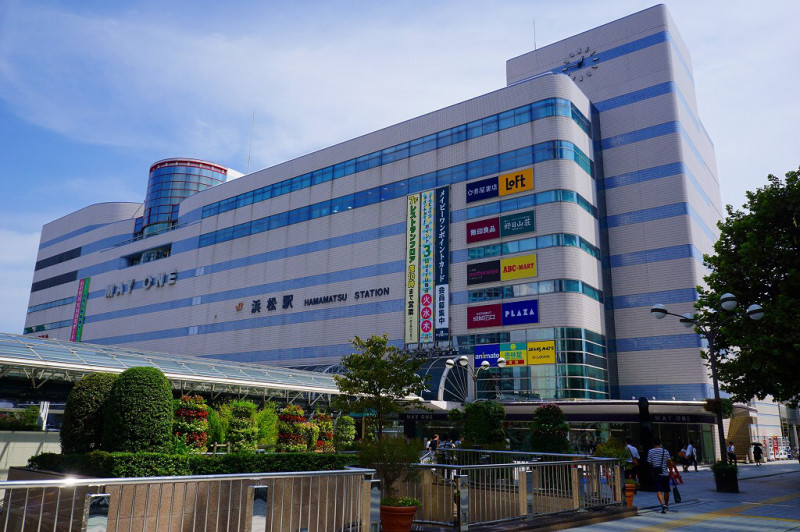
浜松駅（浜松市中央区）

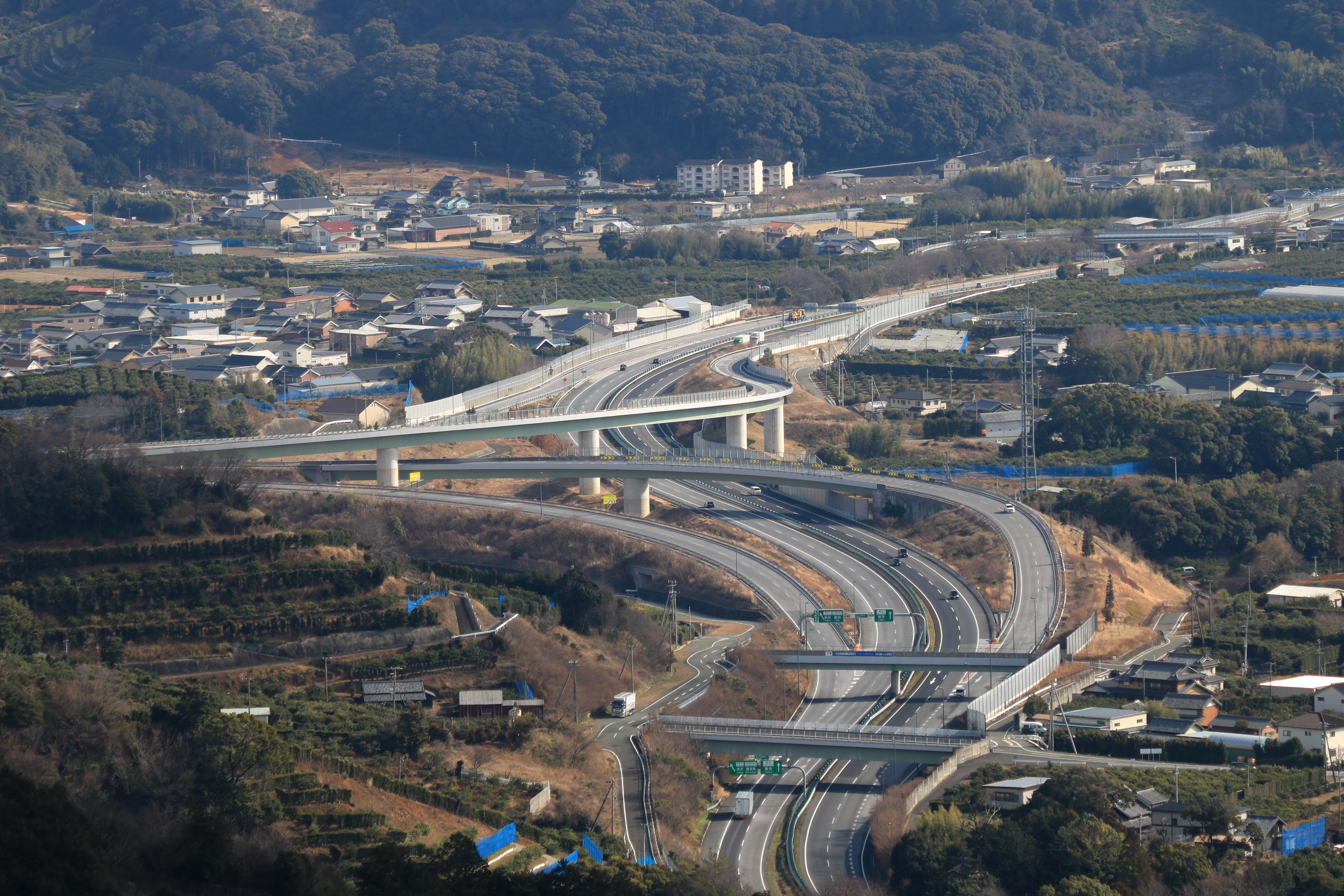
三ヶ日JCT（浜松市浜名区）

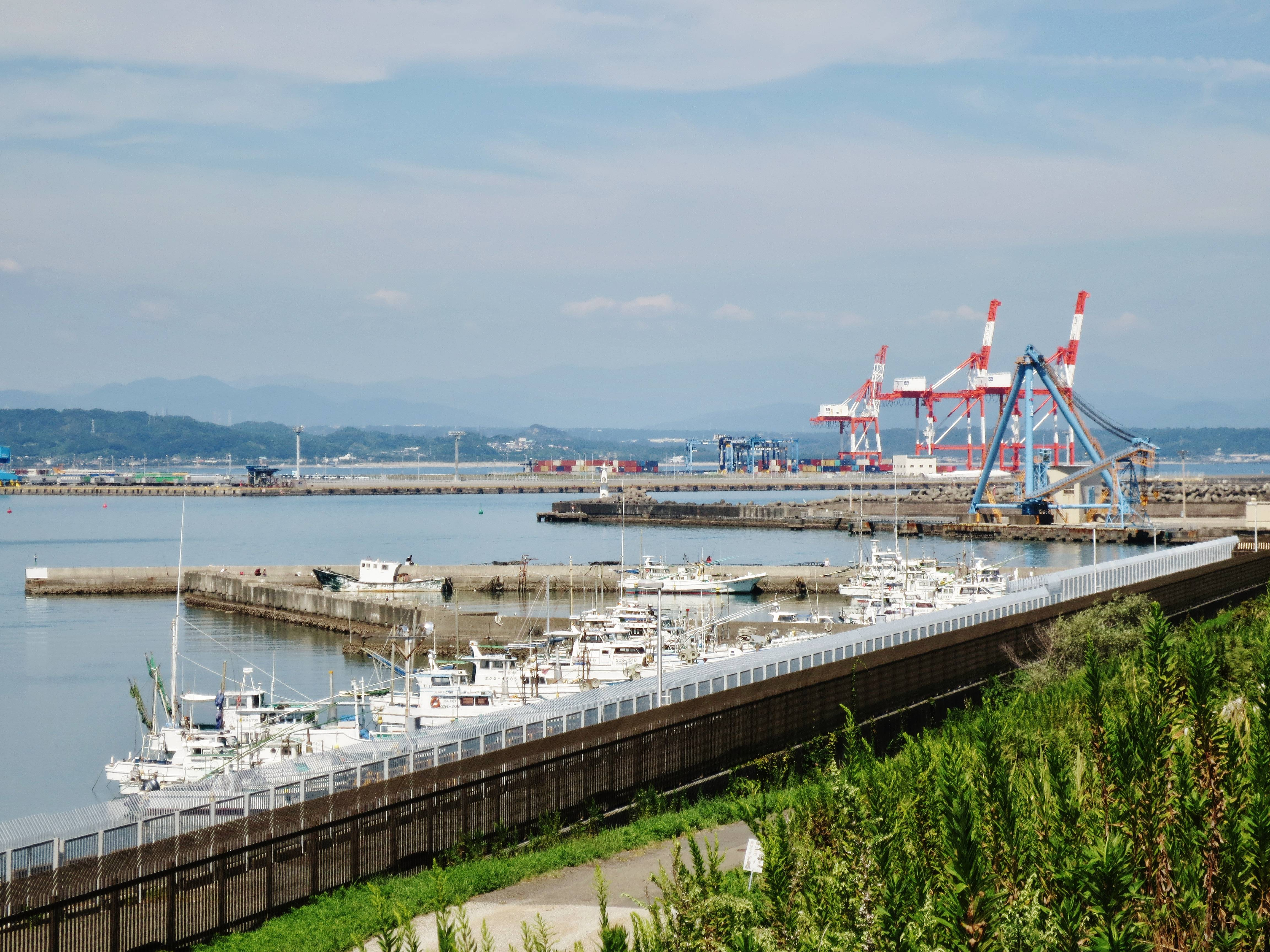
御前崎港（御前崎市）

鉄道
東海旅客鉄道（JR東海）
- 東海道新幹線
- ■東海道本線
- ■飯田線

日本貨物鉄道（JR貨物）
- ■東海道本線

遠州鉄道（遠鉄）
- ■鉄道線

天竜浜名湖鉄道（THR）
- ■天竜浜名湖線

主なバス会社（わずかな乗り入れ、高速バス等は除く）
- 遠州鉄道
- 浜松バス
- 秋葉バスサービス
- 掛川バスサービス
- しずてつジャストライン

主な道路
高速道路
- 東名高速道路
- 新東名高速道路
- 三遠南信自動車道

国道
- 国道1号
- 国道42号
- 国道150号
- 国道152号
- 国道257号
- 国道301号
- 国道362号
- 国道473号
- 国道474号
- 県道天竜東栄線（旧国道152号）
- 県道掛川天竜線

港
- 重要港湾
- 御前崎港

空港
- 静岡空港
- 浜松飛行場

### メディア
県紙の静岡新聞の影響力がやや強いが、西遠地区を中心として、浜松市で編集発行されている中日新聞東海本社の影響も強い。
名古屋系の夕刊紙も販売されているが、全国紙では読売新聞社、毎日新聞社、産経新聞社が東京本社のエリアとなっている。
名古屋系の朝夕刊紙
- 朝日新聞名古屋本社※2021年現在は朝日新聞東京本社版に統一された。

名古屋系の夕刊紙
- 日刊ゲンダイ名古屋版
- 中京スポーツ

## 派生用語
- ふぐ料理において、外の皮（鮫皮）とフグの身の間にある内の皮をとおとうみという。これは身と皮（三河）に近い事からの駄洒落である。

## 地区
北遠（ほくえん）
北部。浜松市天竜区。広義では川根本町大井川以西（大井川以東は駿河）を含む。
全体的に観光名所や森林が多い。
西遠（せいえん）
天竜川以西。浜松市（天竜区以外）と湖西市。
工業地区。
中遠（ちゅうえん）
天竜川以東の中部地区。磐周とも呼ばれる。磐田市・袋井市・森町。
東遠と合わせて「中東遠」や「中遠」と呼ぶ場合もある。
東遠（とうえん）
東部。主に掛川市・菊川市・御前崎市の旧浜岡町地区の三市。
旧遠江国の榛原郡エリアを含むこともある。
南遠（なんえん）
南東部の遠州灘沿い。御前崎市。掛川市の(旧大東町・大須賀町エリア)を含むこともある。
榛南地域と共に「榛南・南遠広域」として発展してきた歴史がある。
御前崎灯台などが立地する。